# سوبايا فيرابانديان
سوبايا فيرابانديان (مواليد 22 أبريل 1952)، المعروف شعبيًا باسم سوبا فيرابانديان أو سوبافي، ناشط سياسي تاميلي هندي، وكاتب، وخطيب، وأستاذ سابق للغة التاميلية، وفنان سينمائي سابق. منذ عام 2007، يشغل منصب الأمين العام «درافيدا إياكا تاميلار بيرافاي»، وهي منظمة سياسية مقرها ولاية تاميل نادو، تهدف إلى تعزيز مثل الأمبيدكارية والدرافيدية والماركسية في الولاية وأماكن أخرى.
في عام 2021، عُيّن سوبافي في منصبين، عضو في اللجنة الاستشارية لهيئة الكتب المدرسية والخدمات التعليمية في تاميل نادو، ورئيسة للجنة مراقبة العدالة الاجتماعية الجديدة في تاميل نادو.

## نشأته ومسيرته
ولد سوبافي في كارايكودي في صباح 22 أبريل 1952 الابن الأصغر بين سبعة أبناء لراما سوبايا (1908-1997) وفيشالاتشي (توفيت في 19 سبتمبر 1987). أخوه الأكبر هو المخرج التاميلي إس. بي. موثورامان. حسب التقاليد في منطقتهم، أعطى والدا سوبافي إياه اسمًا آخر -بازهانيابان (اسم جده من أبيه)- والذي أصبح منسيًا مع مرور الوقت.
أنهى سوبافي مرحلته الدراسية قبل الجامعية، وحصل على درجة البكالوريوس في الفيزياء من كلية الفنون الحكومية الألغابا (1967-1971). التحق بعدها بكلية باشيابا في تشيناي للحصول على درجة الماجستير في الأدب التاميلي. في عام 1973، تخرج من جامعة مدراس بميدالية ذهبية في الأدب التاميلي. من زملائه الشاعر التاميلي فايراموثو. بين عامي 1982 و1986، كان سوبافي أيضًا طالبًا جزئي الوقت في برنامج الدكتوراه في قسم اللغة التاميلية بكلية الرئاسة في تشيناي.
بعد رفض المحكمة العليا في مدراس أمرًا (الذي تسبب في انقطاع في حياته المهنية)، استأنف سوبافي التدريس في كلية إس. آي. في. إي. تي. من فبراير 1997. في 15 سبتمبر، قدم استقالته التطوعية وتم تفريغه في مساء 15 ديسمبر.

## نشاطه السياسي
كان سوبافي ملحدًا منذ شبابه. تطوّر لديه اهتمام مبكر في السياسة نظرًا لمنصب والده راما سوبايا ودعمه الحثيث للحركة الدرافيدية، حيث كان عضوًا في المجلس العام لحزب دي إم كيه وعضوًا في المجلس التشريعي لولاية تاميل نادو عن الحزب. احتجز راما سوبايا أيضًا في سجن تريشيراباللي المركزي في عام 1953 للمشاركة مع زعيم حزب دي إم كيه إم. كارونانيدي، في مظاهرة كالاكودي، وهي جزء من احتجاجات مكافحة اللغة الهندية.
تأثر سوبافي كثيرًا وتحفز من خلال خطابات «بيريار» إي. في. راماسامي، وسي. إن. أنادوراي، وإم. كارونانيدي، و«نافالار» في. آر. نيدونشيزيان، وإي. في. كيه. سامباث، وكيه. كاليموثو، وب. سينيفاسان. بالإضافة إلى حملته لوالده لمقعد كارايكودي خلال انتخابات المجلس التشريعي لمدراس في عام 1957، شارك سوبافي أيضًا في مرحلة عام 1965 من احتجاجات مكافحة اللغة الهندية كطالب في الصف التاسع.
أثناء عمله في الكلية، شكل منظمة تحمل اسم تاميلار إياكام (حركة التاميل).
في عام 1979، سجن سوبافي مع آخرين بمن فيهم الأستاذ والشاعر كوروفيكارامباي شانموغام لمدة أسبوع على إثر احتجاج نظمته جمعية معلمي الجامعات، حين كان يشغل منصب الأمين العام للمنطقة الثانية. كان الاحتجاج ضد قرار حكومة أول وزارة إم. جي. راماتشاندران بنقل برنامج الدراسة قبل الجامعية في مؤسسات التعليم العالي في ولاية تاميل نادو إلى المدارس (كفصول الحادي عشر والثاني عشر). خشي المحتجون أن يؤثر قرار الحكومة على الموظفين الحاليين في برامج الدراسة قبل الجامعية. في نهاية المطاف، أعلنت الحكومة أن معلمي برامج الدراسة قبل الجامعية سينقلون إلى الكليات الشاغرة.
في عام 1980، أصبح صديقًا للشاعر إنكولاب وبدأ اهتمامه بالشيوعية. خلال سنوات العمل في ثيرباناندال، بدأ سوبافي المشاركة في الأحداث العامة. مكنه ذلك من تكوين صداقة مع الكتاب بوثيا فيربان وكودانتاي غيتالايان، اللذين زادوا انحيازه نحو الماركسية.
منذ عام 1983، بدأ سوبافي في دعم نضال تاميل إيلام. رغم أنه في البداية دعم جميع الجماعات المتمردة التاميلية، إلا أنه أصبح مؤيدًا حصريًا لحركة نمور التاميل في عام 1987 عندما توفي ثيليبان، أحد المتمردين المهمين في الحركة بعد إضراب عن الطعام استمر لمدة 12 يومًا. في هذه النقطة، صار سوبافي أيضًا ملمًا بالقومية التاميلية لغة لخطابه السياسي. في نفس العام، انتخب منظمًا للاتحاد لحماية حقوق التاميل في إيلام، وكان بين أعضائه شخصيات مثل بيرونشيثيرانار، وسالاي إلانثيرايان، ومو. ميثا، وغناني سنكاران، إونكولاب، وأروموزي كوغاناثان. ذكر سوبافي أن تعيينه كان «صدفة» و«أول دخول له المعترك السياسي».
في 12 مايو 1990، أصبح سوبافي الأمين المؤسس لمنظمة حديثة تحمل اسم فيدوثالايكوييلكال (الدراج المحرر). في يونيو، سجن لمدة 20 يومًا مع نحو 100 آخرين في سجن تريشيراباللي المركزي للمشاركة في مظاهرة ضد حظر «مؤتمر تقرير المصير الذاتي للأمة التاميلية» الذي نظمه بازها نيدوماران (رئيس تاميلار ديسيا إياكام). من بين زملائه في السجن بيرونشيثيرانار، وبوزيلان (ابن بيرونشيثيرانار)، وكيه. فينكاترامان، وسالاي إلانثيرايان، وساليني إلانثيرايان. خلال فترة الاعتقال، قال فينكاترامان مرارًا وتكرارًا لسوبافي: «في مرحلة ما، اترك الوظيفة التعليمية وانهمك لخدمة الناس من خلال السياسة». ذكر سوبافي لاحقًا: «يمكن القول إن البذرة التي زرعها [فينكاترامان] في ذلك اليوم كانت السبب الرئيسي في تحولي كعامل [سياسي] بدوام كامل بعد سبع سنوات... بالنسبة لي، كان هذا السجن هو الذي دفعني نحو تفريغ وقتي للسياسة».
في 5 مارس 1992، اعتقل سوبافي (حينذاك الأمين العام لفيدوثالايكوييلكال) وحبس في سجن مدراس المركزي. كانت التهمة الموجهة إليه هي إجبار المتاجر في شارع ثانا (في بوراساوالكام، تشيناي) على الإغلاق تضامنًا مع التاميل في إيلام. جاء اعتقاله قبل موعد «مؤتمر وحدة التاميل» المقرر عقده في 8 مارس من قبل فيدوثالايكوييلكال. في اليوم المحدد، اعتقل نيدوماران و96 شخصًا آخر (لمحاولتهم التجمع نحو الخيمة المخصصة للمؤتمر) ونُقلوا إلى نفس السجن. خرج سوبافي بكفالة بعد خمسة أيام، وكذلك الآخرون واحدًا تلو الآخر.
في سبتمبر 1992، قضى سوبافي 15 يومًا في السجن بسبب خطابه المؤيد لحركة نمور التاميل في «تاميلار فازفوريماي مانادو» تحت تنظيم حزب العمال. من بين رفقائه في السجن إس. رامادوس (مؤسس حزب العمال)، ونيدوماران، وبانروتي إس. راماشاندران، ونيليكوبام في. كريشنامورثي، والأستاذ ديران، وبي. مانياراسان وتوزار تياغو.
في يناير 1993، خطط سوبافي ونيدوماران ومسؤولون من حزب العمال ودرافيدار كازاغام لمسيرة جماهيرية في مدراس تدين «اغتيال» كيتو، قائد حركة نمور التاميل. في نفس يوم نقاشهم، اعتقل سوبافي مع نيدوماران وبولامايبيثان. زُعم في المحكمة أن هؤلاء الثلاثة، جنبًا إلى جنب مع الأستاذة ساراسواتي، تآمروا لتفجير استاد جواهر لال نهرو في مدراس الذي كان من المقرر افتتاحه من قبل رئيس الوزراء الحالي بي. في. ناراسيمها راو في 19 يناير. أفرج عن ساراسواتي بكفالة، في حين حكم على الرجال الثلاثة بحبسهم لمدة 15 يومًا من الحبس القضائي.
في 1 يناير 1994، دمج سوبافي تاميلار إياكام مع منتدى ثيليبان التابع لثوزهار ثياغو لتشكيل «تاميل - تاميلار إياكام» (حركة التاميل – التاميليين). في نوفمبر، سجن لمدة أسبوع بسبب خطابه المؤيد لحركة نمور التاميل في إحدى الاجتماعات.
في عام 1995، أصبح سوبافي أيضًا عضوًا في تاميلتشاندرو بيرافاي (جمعية علماء التاميل) حيث أبدى مشاركة إضافية.